# Concerto pour 2 violons en ré mineur de Bach
Pour les articles homonymes, voir Liste des principales œuvres pour deux violons et orchestre.
Pour un article plus général, voir Concertos pour violon de Bach.
Le Concerto pour 2 violons en ré mineur (BWV 1043) ou Double concerto pour violon est un double concerto baroque en trois mouvements, pour 2 violons solistes, orchestre à cordes, et basse continue, composé entre 1717 et 1723 par le compositeur allemand Jean-Sébastien Bach. Bach en fait un arrangement pour 2 clavecins transposé en ut mineur (BWV 1062) en 1739. Un des chefs-d'œuvre du compositeur et du baroque tardif.

## Histoire

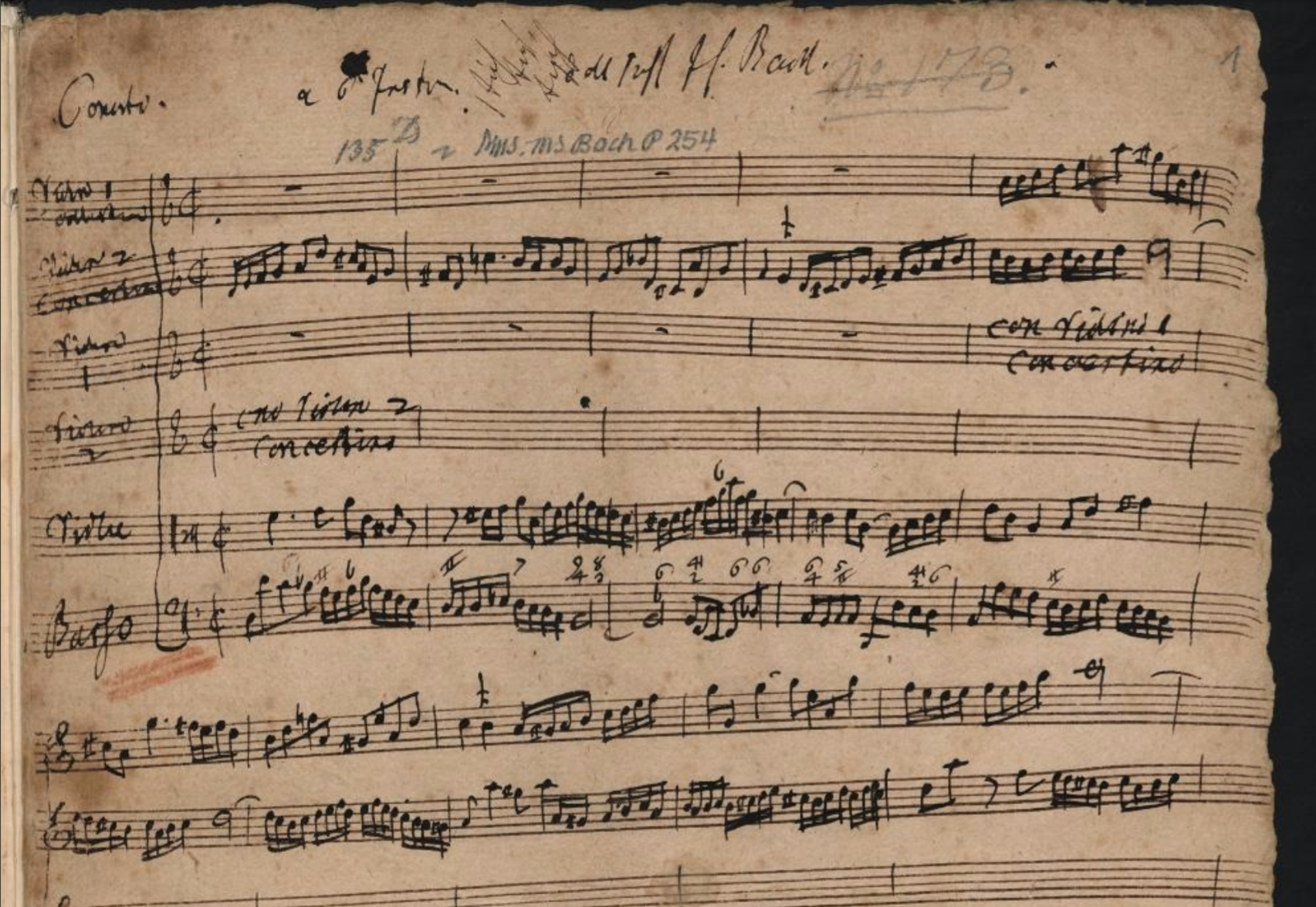
Copie manuscrite par Samuel Hering du 1er mouvement (XVIIIe siècle).

Jean-Sébastien Bach (1685-1750) est âgé d'environ trente-deux ans lorsqu'il compose cette œuvre vive et joyeuse pour deux violons solistes. Il est maître de chapelle de la cour du duché d'Anhalt-Köthen, important centre musical du Saint-Empire romain germanique, du prince-mécène Léopold d'Anhalt-Köthen, lui-même musicien brillant, jouant dans son propre orchestre avec talent, clavecin, violon et viole de gambe. Cette période heureuse et prolifique de la vie de Bach est propice à l'écriture de ses plus grandes œuvres instrumentales pour luth, flûte, violon, clavecin, violoncelle et suite orchestrale (dont le célèbre Air sur la corde de sol).  Plus tard, Bach s'installe à Leipzig, dès 1723, jusqu'à la fin de sa vie. Il y est, entre autres, Thomaskantor (directeur artistique) des église Saint-Nicolas de Leipzig et église Saint-Thomas de Leipzig et « Director musices (en) Lipsiensis » (directeur de l'ensemble des églises de la ville). C'est là qu'il crée, en 1739 son arrangement pour deux clavecins de l'œuvre, transposé en ut mineur (BWV 1062).

## Structure
Ce concerto d'environ 15 min est composé des trois mouvements habituels pour un concerto :
1. Vivace, en ré mineur, à , 88 mesures, se termine sur une tierce picarde.
2. Largo ma non tanto, en fa majeur, à 
, 50 mesures.
3. Allegro, en ré mineur, à 
, 155 mesures.

Il se caractérise par l'expressive relation entre les deux violons tout au long de l'œuvre, principalement dans le deuxième mouvement Largo ma non tanto, où l'orchestre à corde se limite à jouer des accords. Ce concerto imite la structure de la fugue et utilise le contrepoint rigoureux.

## Orchestration
Ne divergeant pas des autres concertos pour violon du compositeur, l'orchestration est minimale avec un accompagnement réduit aux cordes traditionnelles.
| Instrumentation du concerto pour 2 violons en ré mineur |
| Solistes                                                |
| Deux violons                                            |
| Cordes                                                  |
| premiers violons, seconds violons, altos, continuo      |

## Adaptations
- 1937 : Django Reinhardt reprend le premier mouvement en version jazz manouche[3].
- 1940 : George Balanchine, chorégraphe russe, en fait un ballet intitulé Concerto Barocco (en)[4].
- 2006 : Jean-Christian Michel, reprise du premier mouvement pour son album J.S.Bach transcriptions.

## Au cinéma
- 1986 : Hannah et ses sœurs, de Woody Allen, premier mouvement.
- 1986 : Les Enfants du silence, de Randa Haines, deuxième mouvement.
- 1999 : La Musique de mon cœur, de Wes Craven, premier mouvement, pour le final du concert final du film, dirigé par Meryl Streep (qui s'initie aux rudiments du violon pour ce film)[5].
- 2017 : La promesse de l'Aube, d'Éric Barbier, inspiré du livre de Romain Gary.
- 2017 : Thor Ragnarok, de Taika Waititi (film Marvel).

## Jeux vidéo
- 2005 : Civilization IV
- 2009 : Fallout: New Vegas[6].